# Tomasz Kostyrko
Tomasz Krzysztof Kostyrko – polski fizyk, profesor nauk fizycznych, specjalizuje się w teorii ciała stałego, nauczyciel akademicki Uniwersytetu im. Adama Mickiewicza w Poznaniu.

## Życiorys
Jest synem Krzysztofa i Teresy Kostyrków
Studia z fizyki ukończył na poznańskim UAM w 1980. Stopień doktorski uzyskał w 1984 roku w Instytucie Fizyki Molekularnej PAN na podstawie pracy Uporządkowanie elektronowe i dystorsja sieci w układach quasijednowymiarowych (promotorem był prof. Jerzy Pietrzak). Po doktoracie został zatrudniony w Wydziale Fizyki UAM, gdzie pracuje do dziś. Habilitował się w 1998 na Wydziale Fizyki UAM na podstawie oceny dorobku naukowego i rozprawy pt. Oddziaływania elektronowe i efekty kolektywne w nadprzewodnikach z lokalnym parowaniem elektronów. Tytuł naukowy profesora nauk fizycznych został mu nadany w 2015 roku.
Na macierzystym Wydziale Fizyki UAM pracuje jako profesor w Zakładzie Stanów Elektronowych Ciała Stałego. Prowadzi zajęcia m.in. z elektroniki molekularnej oraz zastosowań metod ab initio do badania stanów elektronowych i zjawisk transportu w nanostrukturach. W pracy badawczej zajmuje się m.in. takimi zagadnieniami jak: obliczenia struktury przestrzennej i elektronowej nanostruktur i molekuł na powierzchni ciała stałego, obliczenia transportu elektronowego przez nanostruktury metodami ab initio oraz badanie korelacji elektronowych w molekułach i ciałach stałych.
Jest członkiem Polskiego Towarzystwa Fizycznego. Swoje prace publikował m.in. w "Physical Review B", "Journal of Applied Physics", "Acta Physica Polonica" oraz "Journal of Physics: Condensed Matter".